# Anthrax dentata
Anthrax dentata är en tvåvingeart som först beskrevs av Becker 1906.  Anthrax dentata ingår i släktet Anthrax och familjen svävflugor. Inga underarter finns listade i Catalogue of Life.